# 나카 유지
나카 유지(일본어: 中裕司, 1965년 9월 17일 ~ )는 일본 오사카 출신의 게임 개발자이다.

## 생애
그는 17살 때 비디오 게임에 관심을 갖기 시작했으며, 오사카도립 니시노다 공업고등학교를 졸업한 뒤 1984년 일본 도쿄에 위치에 있는 세가 엔터프라이즈에 입사하였다. 입사 후 스즈키 유 아래에서 프로그래밍 기술을 전수받는 동시에, '세가 컨슈머 사업부 2'를 설립하여 판타지 스타, 스페이스 하리어, 아웃런 등을 제작하였다. 1990년에는 오시마 나오토, 야스하라 히로카즈와 함께 소닉 팀을 설립하여 세가 최초의 마스코트인 '알렉스 키드'에 이어서 두 번째 마스코트인 '소닉 더 헤지호그'를 탄생시킨다.
다음 해에 나카 유지는 야스하라 히로카즈와 함께 일본을 떠나 세가 미국 지사인 세가 오브 아메리카의 세가 기술 연구소(Sega Technical Institute)으로 이동하여 개발팀과 함께 '소닉 2'를 제작하였고, 판매량은 역대 최고인 603만장(일각에서는 630만장 이라고 주장하기도 한다.)이라는 대기록을 수립하며 지금 현재에도 전 세계 판매량 TOP 100에 기록되어 있다. 이외에도 '소닉 3', '소닉 엔 너클즈', '소닉 스핀볼' 등의 제작을 맡게 된다.
1998년에는 소닉 어드벤처를 제작하였으나 인지도가 크게 떨어졌다. 2000년에는 세가에서 독립하여 '소닉 팀 리미티드'(Sonic Team Ltd.)를 설립하였지만 오히려 재정은 더 악화되었고, 결국 3년 후에 유나이티드 게임 아티스트와 합병하는 동시에 다시 세가한테 인수 되었다. 이후 2006년에는 퇴사하여, 함께 일하던 10명을 데리고 '프로페 리미티드'을 설립하여 '레츠 텝'을 제작하였다.

## 작품 참여
- 소녀의 정원 — 메인 프로그래머
- 훌룽한 야구 — 프로그래머
- F-16 Fighting Falcon — 메인 프로그래머
- 북극 별의 주목 — 프로그래머
- 스페이스 해리어 (1985) — 메인 프로그래머
- 아웃런 - 메인 프로그래머
- 스파이 Vs. 스파이 (1986) — 메인 프로그래머
- 판타지 스타 (1988) — 메인 프로그래머
- 슈퍼 턴더블레이드 — 메인 프로그래머
- 판타지 스타 2 (1989) — 제작, 메인 프로그래머
- 판타지 스타 3:Generations of Doom (1990) — 스페셜 댕스
- 대마계촌 (1990) — 메인 프로그래머
- 소닉 더 헤지호그 (1991) — 프로그래머
- 소닉 더 헤지호그 2 (1992) — 메인 프로그래머
- 소닉 스핀볼 — 메인 프로그래머
- 소닉 더 헤지호그 3 (1994) — 제작, 메인 프로그래머
- 소닉 앤 너클즈(1994) — 제작, 메인 프로그래머
- 소닉 더 헤지호그 3 엔 너클즈 (1994) — 제작, 메인 프로그래머
- 나이츠 인투 드림즈 (1996) — 제작, 메인 프로그래머
- 크리스마스 나이츠 (1996) — 제작, 프로그래머
- 소닉 3D 블래스트 (1996) — 제작 제공
- 소닉 잼 (1997) — 제작
- 소닉 R (1997) — 제작 지휘, 감독 지휘
- 버링 레인저 (1998) — 제작
- 소닉 어드벤처 (1998) — 제작
- 츄츄로켓 (2000) — 제작, 감독
- 삼바 데 아미고 (2000) — 제작
- 소닉 포켓 어드벤처 (2000) — 감독 지휘, 제작
- 삼바 데 아미고 버전 2000 (2000) — 제작
- 판타지 스타 온라인 (2001) — 제작
- 츄츄로켓 (GBA 버전) (2001) — 제작, 감독
- 소닉 어드벤처 2 (2001) — 제작
- 판타지 스타 온라인 2 (2001) — 제작
- 소닉 어드밴스 (2002) — 제작
- 소닉 어드벤처 2: 배틀 (2002) — 제작
- 소닉 메가 컬렉션 (2002) — 제작
- 판타지 스타 온라인 1 & 2 (2002) — 제작
- 판타지 스타 온라인 1 & 2 플러스 (2003) — 제작
- 소닉 어드밴스 2 (2003) — 제작
- 소닉 어드벤처 DX (2003) — 제작
- 소닉 핀볼 파티 (2003) — 제작
- 빌리 해처와 거대한 알 (2003) — 제작
- 소닉 배틀 (2004) — 제작
- 소닉 히어로즈 (2004) — 제작
- 소닉 어드밴스 3 (2004) — 제작
- 너를 위해 죽을 수 있어 XX/XY (2004) — 제작 지휘
- 소닉 메가 컬렉션 플러스 (2004) — 제작
- 뿌요뿌요 피버 (GBA 버전) (2004) — 제작
- 소닉 젬즈 컬렉션 (2005) — 제작 지휘
- 세도우 더 헤지호그 (2005) — 제작
- 소닉 러시 (2005) — 제작
- 소닉 라이더즈 (2006) — 제작 총지휘
- 판타지 스타 유니버스 (2006) — 제작 총지휘
- 나이츠 인투 드림즈 (PS2 버전) (2008) — 특별 참여
- 렛츠 탭! (2008) — 제작

소닉 어드벤처(1998) 이후로는 소닉 더 헤지호그: 넥스트 제너레이션(2006) 개발 초기 당시 제작 총지휘(일부 프로그래밍까지 담당)를 맡았던 것을 제외하면 2006년 舊 소닉 팀 인원 10명과 더불어 세가社를 퇴사하여 유한회사 프로페(PROPE)를 설립하기 이전까지 후임 개발자들을 위해 자신이 직접 소닉 시리즈 개발에 참여하지 않고 일선에서 물러나 감독하는 방식으로 일관해왔다.